# Dusona downesi
Dusona downesi là một loài tò vò trong họ Ichneumonidae.